# Pterolobium macropterum
Pterolobium macropterum är en ärtväxtart som beskrevs av Wilhelm Sulpiz Kurz. Pterolobium macropterum ingår i släktet Pterolobium och familjen ärtväxter. Inga underarter finns listade i Catalogue of Life.